# Панармянские игры
Панармянские игры (арм. Համահայկական խաղեր, з.-арм. Համահայկական Ամառնային Եւ Ձմեռնային Խաղեր) — международные соревнования, проводящиеся с 1999 года, в которых участвуют спортсмены-армяне всего мира. Целью Панармянских игр является объединение армян из разных стран посредством спорта, укрепление связей между Арменией и армянской диаспорой. Организацией Игр занимается специально созданный для этого Всемирный комитет при финансовой и организационной поддержке Республики Армения, общественных организаций армянской диаспоры и отдельных благотворителей.

## История
Идея проведения масштабных спортивных соревнований с участием армян всего мира была выдвинута советским и армянским дипломатом Ашотом Мелик-Шахназаряном в 1996 году во время игр Армянского всеобщего благотворительного союза, в которых принимали участие только представители армянской диаспоры. Это предложение получило широкий отклик как в Армении так и в армянских общинах многих стран мира, что позволило быстро приступить к необходимым организационным мероприятиям. Уже в апреле 1997 года на первом учредительном съезде был создан Всемирный комитет Панармянских игр, а в качестве даты проведения первых Игр утверждён 1999 год. Была также принята символика Игр, вызывающая ассоциации с Олимпийскими играми. Так в качестве эмблемы были выбраны шесть разноцветных сплетённых между собой колец, пять из которых повторяют цвета колец на эмблеме Олимпийских игр, а шестое имеет оранжевый цвет и символизирует Армению. Церемония открытия Игр, включающая в себя зажжение огня кем-то из известных спортсменов, также во многом повторяет церемонию открытия Олимпиад.

### I Панармянские игры

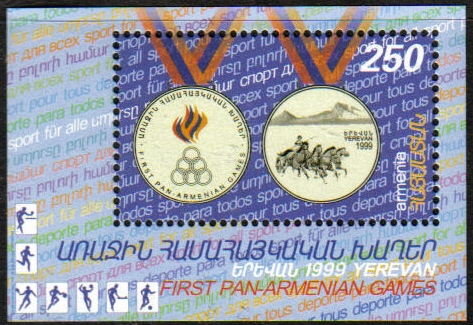
«Спорт. Первые Панармянские игры», Почтовая марка Армении, 1999

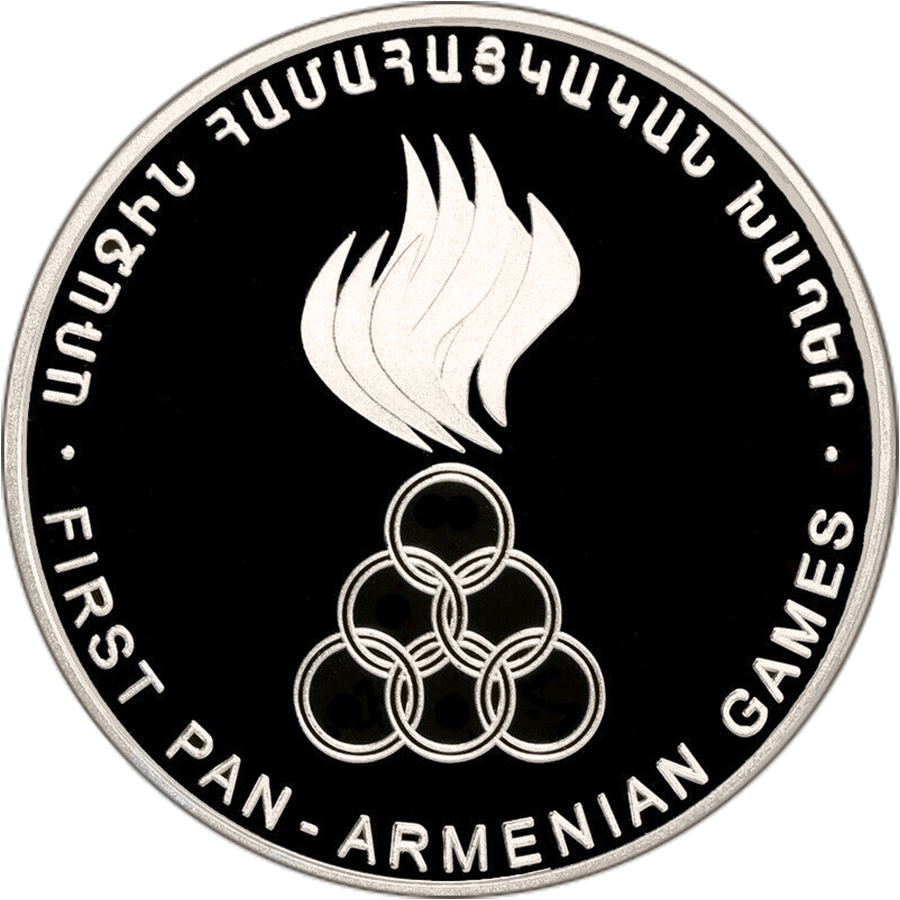
Памятная монета Армении 1999 года "Первые Панармянские игры" номиналом 5000 драмов из серебра 999

I Панармянские игры состоялись с 28 августа по 5 сентября 1999 года. В них приняли участие делегации 62 городов из 23 стран мира. Программа Игр включала в себя 7 видов спорта: футбол, баскетбол, волейбол, лёгкая атлетика, теннис, настольный теннис и шахматы. Честь зажжения огня Игр была доверена трёхкратному олимпийскому чемпиону по спортивной гимнастике (1956, 1960) Альберту Азаряну. Одной из наиболее известных участниц Игр была победительница женского теннисного турнира Мари-Гаянэ Микаэлян, представлявшая швейцарский город Лозанна.

### II Панармянские игры

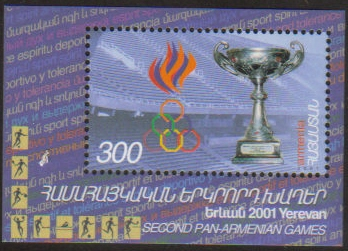
«Спорт. Вторые Панармянские игры», Почтовая марка Армении, 2001

II Панармянские игры прошли 18-26 августа 2001 года. В этот раз в Ереван приехали делегации  86 городов из 29 стран мира. Количество видов спорта возросло до 9 за счёт добавления футзала и плавания. Огонь Игр зажёг олимпийский чемпион по тяжёлой атлетике (1988) Оксен Мирзоян. Также как и в ходе первых Игр наиболее успешно выступила делегация Еревана, доминировавшая в большинстве видов спорта. Также успешно выступили делегации Тегерана, Алеппо и Бухареста. Футбольный турнир выиграла команда из Степанакерта (Ханкенди).

### III Панармянские игры

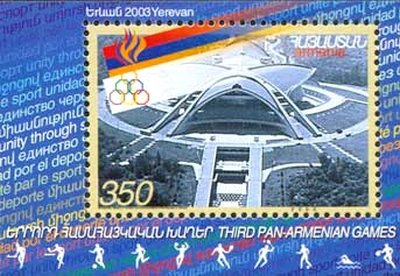
«Спорт. Третьи Панармянские игры», Почтовая марка Армении, 2003

III Панармянские игры прошли с 16 по 24 августа 2003 года. Более 1500 участников из 81 города соревновались в 10 видах спорта. Программа была расширена за счёт включения турнира по бадминтону. Впервые некоторые соревнования проходили не только в Ереване, но и других городах Армении. Огонь Игр был зажжён олимпийской чемпионкой по баскетболу (1992) Элен Шакировой (Бунатьянц).

### IV Панармянские игры

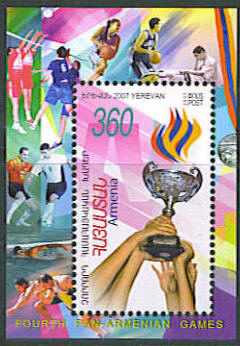
«Спорт. Четвëртые Панармянские игры», Почтовая марка Армении, 2007

После третьих Игр было принято решение увеличить цикл проведения Игр с двух до четырёх лет, и IV Панармянские игры были проведены 18-26 августа 2007 года. В них участвовало более 2500 спортсменов из 95 городов. В программе соревнований осталось 10 видов спорта. Во время церемонии открытия на стадионе «Республиканский» огонь Игр зажёг олимпийский чемпион по пулевой стрельбе (1992) Грачья Петикян. Большинство соревнований прошли с преимуществом представителей делегации Еревана, со значительным отрывом ставшей лучшей в неофициальном командном зачёте. Всего награды IV Панармянских игр выиграли посланцы 25 городов Европы, Америки, Азии и Австралии.

### V Панармянские игры

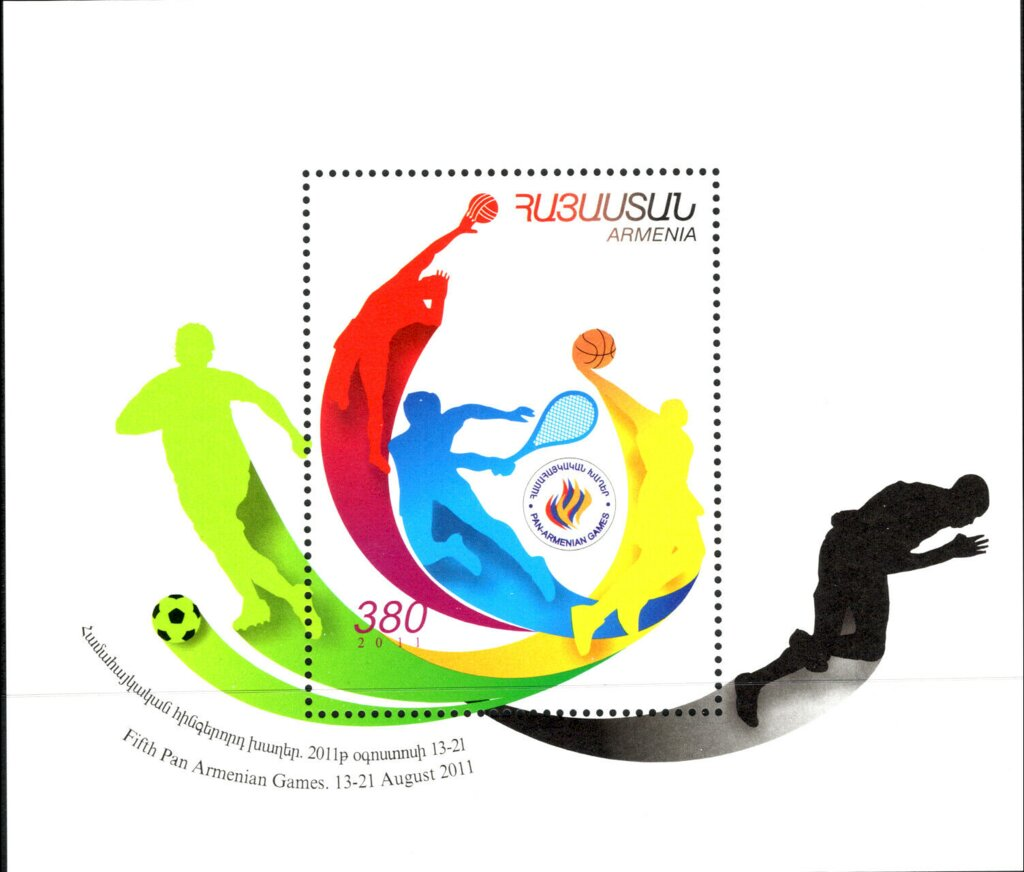
«Спорт. Пятые Панармянские игры», Почтовая марка Армении, 2011

V Панармянские игры прошли с 13 по 21 августа 2011 года. Программа состязаний не изменилась. В 10 видах спорта соревновалось более 3200 участников из 125 городов мира. Огонь Игр зажёг чемпион мира по тяжёлой атлетике (2010) Тигран Мартиросян. Наиболее успешно выступили команды Еревана, Тегерана и Монтевидео. Всего награды Игр завоевали представители 33 городов.

### VI Панармянские игры

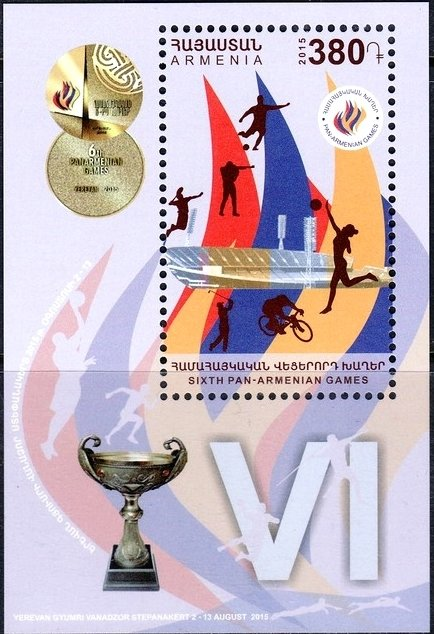
«Спорт. Шестые Панармянские игры», Почтовая марка Армении, 2015

VI Панармянские игры прошли с 2 по 13 августа 2015 года. Программа соревнований была расширена до 17 видов спорта. В этих Играх приняли участие более 6300 спортсменов из 172 городов. Огонь Игр зажёг Альберт Азарян. Наибольшее количество медалей завоевали команды Еревана, Гюмри и Ванадзора. Всего награды Игр завоевали представители 47 городов.

### VII Панармянские игры

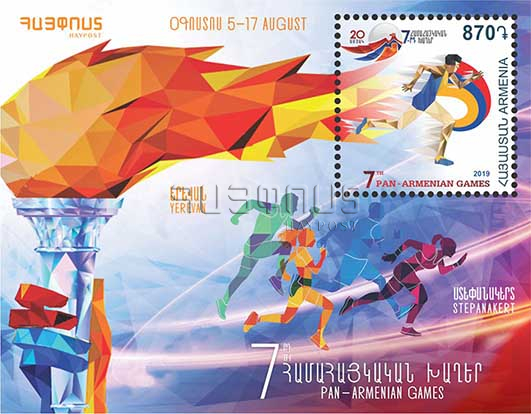
«Спорт. Седьмые Панармянские игры», Почтовая марка Армении, 2019

VII Панармянские игры прошли с 5 по 17 августа 2019 года. Церемония открытия и часть соревнований были проведены в Степанакерте (Ханкенди). Огонь Игр зажгли олимпийский чемпион Грачья Петикян, меценат Альберт Бояджян и архиепископ Паргев Мартиросян. Количество участников составило более 5300 спортсменов из 161 города и 35 стран мира. Было разыграно 105 комплектов наград в 17 видах спорта.

### VIII Панармянские игры
VIII Панармянские игры прошли с 5 по 19 августа 2023 года. Церемония открытия состоялась в Гюмри, а сами соревнования прошли в городах Ширакской и Арагацотнской областей. Количество участников превысило 7160 спортсменов из 179 городов из 41 стран мира. Было разыграно 105 комплектов медалей по 17 видам спорта.